# Golf van Thailand
De Golf van Thailand is een onderdeel van de Zuid-Chinese Zee. Hij wordt omringd door Maleisië, Thailand, Cambodja en Vietnam. De totale oppervlakte bedraagt ongeveer 320.000 km². Aan de noordzijde, ook wel de Bocht van Bangkok genoemd, mondt de rivier de Menam (ook: Chao Phraya) er in uit.
De gemiddelde diepte is 45 meter en het diepste punt ligt op slechts 80 meter. De Golf van Thailand is daarmee relatief ondiep. Hierdoor verloopt de vermenging van zoet- met zoutwater traag. De sterke watertoevoer van grote rivieren, zoals de Menam, maakt dat het water in de golf niet zo zout is en veel sediment bevat. De ondergrond bevat olie en aardgas.
Door de tropische warmte van het water van de golf komen er veel koraalriffen voor. Dit heeft geleid tot de vestiging van duikscholen, onder andere in Pattaya en op het eiland Ko Samui.
Tijdens de laatste ijstijd bestond de golf niet, maar vormde het gebied de vallei van de Menam.
Overzicht van landen die aan de Golf van Thailand liggen:
- Maleisië
- Thailand
- Cambodja
- Vietnam